# بيل بومان (لاعب كرة قدم أمريكية)
بيل بومان (بالإنجليزية: Bill Bowman)‏ هو لاعب كرة قدم أمريكية أمريكي، ولد في 22 سبتمبر 1931 في برمنغهام في الولايات المتحدة، وتوفي في 7 فبراير 2008 في غرينفيل في الولايات المتحدة.

## وصلات خارجية
- بيل بومان على موقع كلية كرة السلة في سبورتس رفرنس.كوم (الإنجليزية)
- بيل بومان على موقع مرجع كرة القدم المحترفة.كوم (الإنجليزية)